# M-84
M-84 je glavni bojni tank Slovenske vojske, ki ga je prevzela od nekdanje Jugoslovanske ljudske armade. Je ena izmed licenčnih različic sovjetskega tanka T-72 in ima izboljšan oklep, optiko, nadzor ognja in motor. V JLA so ga pričeli uporabljati leta 1984, leto dni pozneje pa je v uporabo prišla tudi izboljšana različica tega tanka M-84A. V Sloveniji potekala izdelava oklepa in kupol (Železarna Ravne in Jesenice) ter laserske optike (Iskra).
V poznih 80. letih je začela JLA razvijati lasten tank imenovan Vihor, vendar je projekt skupaj z Jugoslavijo propadel.
Zadnja verzija tega tanka je prišla v uporabo leta 2004. Izdelala jo je Srbija, pod oznako M-84AB1. Izboljšali so sistem za nadzor ognja, optiko, oklep in oborožitev. Tank je tako postal zelo podoben ruskemu tanku T-90S.
Tudi Hrvaška je razvijala svojo verzijo tega tanka, pod oznako M-84 Degman.
Leta 1990 in 1991 je Jugoslavija 150 teh tankov prodala Kuvajtu, za kar so iztržili 500 milijonov $. V tistem času je bil to največji dosežek jugoslovanske vojaške industrije (če izvzamemo vojaške objekte, kot so bunkerji, baze,...). Nadaljnje posle je preprečil propad države.
Tank je bil prvič uporabljen v Zalivski vojni ter kasneje v Slovenski osamosvojitveni vojni in ostalih vojnah v nekdanji Jugoslaviji.
Slovenska vojska je od JLA prevzela 57 tankov M-84 ter jih kasneje nadgradila na standard M-84A4 Sniper. V aktivni službi je danes le 14 tankov, medtem ko je ostalih 32 v rezervi zaradi finančnih razlogov. Slovenija je po ruski invaziji na Ukrajino nameravala Ukrajini poslati tanke v zameno za tanke/oklepnike iz Nemčije. Naslednja slovenska vlada je predlog (domnevno 15 tankov Leopard 2A4 za 30 M-84) zavrnila.

## Verzije
- M-84AB
- M-84ABN
- M-84ABK
- M-84A4
- M-84ABI
- M-84AB1
- M-84M

## Države ki uporabljajo M-84
- Hrvaška (72)
- Kuvajt (149)
- Bosna in Hercegovina (87)
- Srbija (212)
- Slovenija (46)

## Galerija
- M-84 SV
- Hrvaška vojaška parada, 2015
- Kuvajtski M-84
- M-84M
- Slovenska tanka na vadbišču Poček pri Postojni, 2015
- 125-mm strelivo za M-84